# 盧甘斯克索爾亞足球俱樂部
盧甘斯克索爾亞足球會（烏克蘭語：ФК «Зоря» Луганськ）是烏克蘭的職業足球俱樂部。主場位於盧甘斯克。參加烏克蘭足球超級聯賽的賽事。
2014年顿巴斯战争后，球队主场已经迁至扎波罗热。

## 榮譽
- 蘇聯頂級足球聯賽
  - 冠軍 (1): 1972
- 蘇聯盃
  - 亞軍 (2): 1974, 1975
- 烏克蘭盃
  - 亞軍 (2): 2015–16, 2020–21

## 外部連結
- 官方网站